# Szabadságra Vágyó Ifjak Szervezete
A Szabadságra Vágyó Ifjak Szervezete (SZVISZ) a nagyváradi diákok szervezete volt, amely 1956 őszén alakult, azzal a céllal, hogy segítse a magyarországi forradalmat, ha erre szükség lenne. Eredetileg csak Szabadságra Vágyó Ifjak mozgalma volt. Az akkor 15 éves Domokos Miklós hozta létre. Röpcédulákat írtak és terjesztettek, jelszavakat írtak a falakra. 1958 őszén feloszlatták a szervezetet, de néhányan tovább működtek, találkoztak egymással egészen 1960 őszéig. Az üggyel kapcsolatos letartóztatások 1960 októbere és 1961 januárja között voltak, becslés szerint 400–500 személyt hurcoltak meg, közülük 59-et ítélték el. A kolozsvári katonai bíróság 1961. december 15–16-án Nagyváradon tárgyalta ügyüket. Mindannyian amnesztiával szabadultak, legkésőbb 1964 augusztusában.

## A perben elítéltek
- András Gusztáv Ágoston (Nagyvárad, 1941 – Nagyvárad, 2000) magyar–francia szakos középiskolai tanár volt Nagyváradon. 18 évre ítélték. 1964-ben szabadult. A tanügybe nem térhetett vissza, eleinte munkásként dolgozott, majd könyvelői állást kapott. 1990-től óraadó tanár volt a nagyváradi Sulyok István Református Főiskolán.
- Andrási Ede – 7 évre ítélték. Szabadulása után egészségügyi asszisztens volt.
- Ágoston Dénes (Székelyszentmiklós, 1943 –) 7 évet kapott. 1963. január 15-én szabadult. Előbb Piatra Neamţon dolgozott egy építőcsoportban, majd a székelykeresztúri bútorgyárban 1997-es nyugdíjazásáig.
- Balogh Béla – 7 évre ítélték, elhunyt.
- Barcsa Istvánt 16 évre ítélték az SZVISZ szakiskolás csoportjának vezetőjeként. 1964. augusztus 3-án szabadult a Duna-deltából.
- Bartos Jánost (1940 – Érbogyoszlón, 2002) 1961 szeptemberében ítélték el 15 évre. 1964. augusztus 3-án szabadult. Előbb egy kertészetben dolgozott, majd pedig könyvelőként.
- Benkő Ferenc Nagyváradon volt gépész. 3 évre ítélték. Elhunyt.
- Bikfalvy György (Tasnád, 1943–) műbútorasztalos volt, 15 év börtönre ítélték. 1964. augusztus 1-jén szabadult. Hazatérése után műbútorasztalosként dolgozott, majd elvégzett egy faipari technikumot. 1989 után a tasnádi bútorgyárban minőségi ellenőr, majd egyéni vállalkozó volt. Visszaemlékezéseit közölte az Erdélyi Napló 2003. október 28-i számában.
- Bodnár Márton (Nagyvárad, 1942–), letartóztatásakor középiskolai tanuló volt. Feljelentés elmulasztásáért 5 év fogházra ítélték, 1963 januárjában szabadult. Egy ideig segédmunkás volt, majd érettségizett és mezőgazdasági mérnöki diplomát szerzett. Budapestre költözött.
- Bódis Pál (Mezőtelegd, 1936–) villanyszerelő volt Nagyváradon, feljelentés elmulasztásáért 4 (más forrás szerint 3) évre ítélték. 1964 májusában a Duna-deltából szabadult. Hazakerülése után egy ideig a nagyváradi villamosműveknél, majd a mezőtelegdi gép- és traktorállomáson dolgozott. 1994-ben megkapta „A Hazáért és a Szabadságért” 1956-os emlékérmet.
- Bónis Pál
- Budaházi István Nagyváradon lakott, 5 évre ítélték. Elhunyt.
- Csepeli Imre
- Dallos Árpádot (Köröstarján, 1942–) 5 évre ítélték. 1963. január 20-án szabadult. Szabadulása után elvégezte az aradi hidrotechnikai technikumot. Előbb Nagyváradon, majd 1966-tól Szalárdon élt és dolgozott.
- Debreczeni Károly Jilaváról szabadult 1963. január 14-én. Élesden telepedett le.
- Domokos Miklóst (Kolozsvár, 1941–) az SZVISZ szervezőjeként 22 év börtönre ítélték. 1964. augusztus 1-jén szabadult Szamosújvárról. Szabadulása után közgazdászként dolgozott Kolozsváron.
- Fekete Imrét (1942–) 3 évre ítélték. 1963. január 14-én szabadult Jilaváról. Nagyváradon lakott, ács volt.
- Fodor György (1942–) 7 év börtön után 1964 nyarán szabadult. Nagyváradon lakott.
- Fodor Lászlót 1961. január 15-én Nagyváradon tartóztatták le, 16 évre ítélték. 1964 nyarán a Duna-deltából szabadult. Nagyváradon lakott. A kilencvenes években vállalkozóként dolgozott. Meghalt.
- Hajdu Károlyt 3 évre ítélték.
- Harangi Istvánt (1942–?) feljelentés elmulasztásáért 3 évre ítélték. Szabadulása után technikusként dolgozott. Utóbb Budapesten lakott. Meghalt.
- Hutira Grám János (1942–?) feljelentés elmulasztásáért 3 évet kapott. Nagyváradon lakott, elhunyt.
- Jancsó Csabát (Nagyvárad, 1943–2007) 16 évre ítélték. 1964. augusztus 3-án szabadult a Duna-deltából. 1990 után vállalkozóként dolgozott Nagyváradon.
- Joó Sándor (Nagysolymos, 1941–2000) a székelykeresztúri gimnáziumban volt karbantartó szerelő amikor letartóztatták, és az SZVISZ feljelentésének elmulasztásáért 4 évre ítélték. 1963-ban szabadult. Utána Marosvásárhelyre költözött. 1996-ban megkapta A „Hazáért és a Szabadságért” emlékérmet.
- Kácsor Ferencet (1942–) az SZVISZ-ben való részvételért 7 évre ítélték. 1964 nyarán szabadult. Utána vasesztergályosként dolgozott Nagyváradon.
- Kakócz Gyulát 9 évre ítélték. Szabadulása után technikusként dolgozott Nagyváradon. Elhunyt.
- Karcis Lajost (Nagyvárad, 1942–?) 12 évre ítélték. 1964-ben szabadult. Hazatérése után szakmunkás volt Biharszentjánoson.
- Karlovszky Ferenc (Nagyvárad, 1943 – Nagyvárad, 1996) letartóztatásakor (1960. november 8.) középiskolai tanuló volt. 5 év fogházra ítélték 1964. június 24-én szabadult. Hazatérése után előbb munkásként dolgozott, majd 1965-ben érettségizett, és elvégzett egy mesteriskolát, és művezetőként dolgozott tovább.
- Kerekes Attila (Nagyvárad, 1943–) letartóztatásakor a nagyváradi Klasszikus Magyar Vegyes Líceum XI. osztályos diákja volt. 10 évre ítélték, Peripraváról szabadult 1964-ben. Hazatérése után betanított munkás volt, közben magánúton befejezte középiskolai tanulmányait, és 1968-ban az egészségügyi technikumban szerzett szakképesítést. Orvosi műszertechnikusként dolgozott az aradi megyei kórházban, később a Szatmár megyei egészségügyi igazgatóságon. 1989-ben áttelepült Magyarországra, ahol klinikai szakmérnöki diplomát szerzett, és kórháztervező mérnökként dolgozott.
- Kiss Kálmán (Zilah, 1942–) letartóztatásakor Marosvásárhelyen volt orvostanhallgató. 5 évre ítélték.
- Kormos János (1944–?) 7 év börtönbüntetést kapott. Szabadulása után Dernán lakott.
- Kőműves Lajos (1942–?) feljelentési kötelezettségének elmulasztása vádjával 3 év börtönbüntetést kapott. 1964-ben szabadult a Duna-deltából. Szabadulása után ácsként dolgozott.
- Krecsmer Miklós (Élesd, 1940 – Élesd, 1985) mozigépész volt, 9 évre ítélték. 1964-ben Jilaváról szabadult. Hazatérve az élesdi villanytelepen, majd Székelyhídon dolgozott, később visszakerült az élesdi mozivállalathoz.
- Krisztik János (Margitta, 1942–) letartóztatásakor a temesvári műegyetem hallgatója volt. 7 évre ítélték. 1963. január 15-én szabadult. 1965-ben újra felvételizett a temesvári műegyetemre, amelynek elektrotechnikai fakultásán 1971-ben végzett. Szatmárnémetiben, majd Margittán dolgozott mérnökként.
- Kulcsár Ferenc
- Kun József (Belényes, 1922–) letartóztatásakor tanár volt a Nagyváradon. Ellenforradalmi összeesküvés vádjával 25 év börtönre ítélték. Börtönéveit Nagyváradon és Szamosújváron töltötte, 1964-ben szabadult, de a tanügyben nem vállalhatott állást. Fél évig munkanélküli volt, majd különböző tisztviselői állásokat töltött be. 1973-ban áttelepült Magyarországra, Miskolcon lett tanár. Börtönévei történetét Miképpen mi is megbocsátunk címmel Miskolcon adta ki 1992-ben.
- Mátyás Gyulát (1943–) az SZVISZ-perben 7 évre ítélték. További sorsa ismeretlen. (Feltehetően azonos a Mátyási Attilaként is emlegetett személlyel.)
- Molnár Istvánt 9 évre ítélték. 1963. január 14-én szabadult Jilaváról. Biharszentjánoson lakott. (Keresztneve más forrásban János.)
- Nagy Sándort (1943–) feljelentési kötelezettségének elmulasztása miatt 5 évre ítélték. 1964 nyarán szabadult Szabadulása után fogtechnikus volt Nagyváradon.

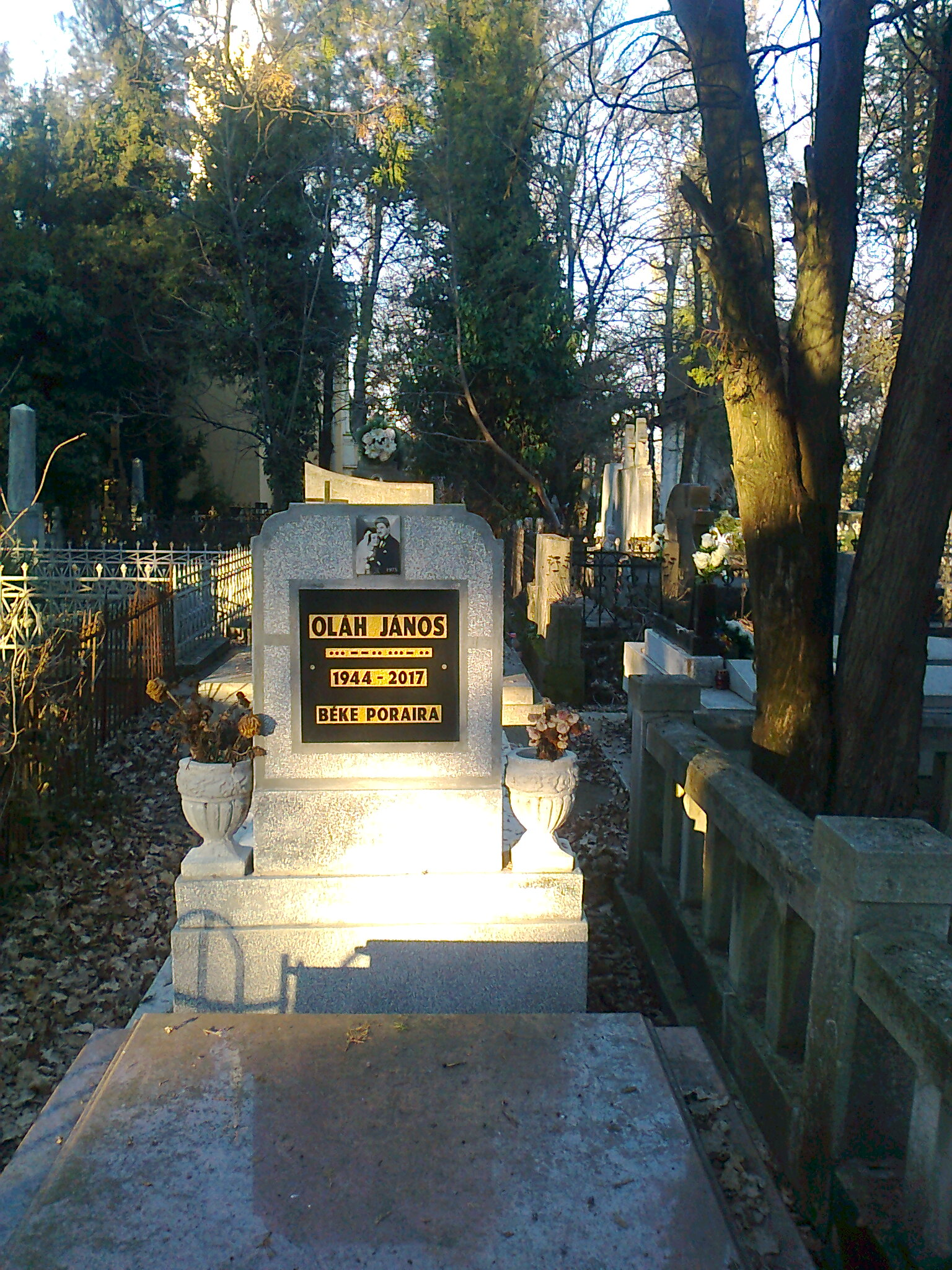
Oláh János 1956-os elítélt sírja. A síron a név alatti morzejelek jelentése: SZVI (szabadságra vágyó ifjú)

- Oláh Jánost (Nagyvárad, 1944 – Nagyvárad, 2017) 1961. július 5-én tartóztatták le középiskolásként. 1961. december 15-én 5 évre (más forrásban 3 évre) ítélték. 1963. január 13-án szabadult. Szabadulása után betanított munkás volt Nagyváradom. 1964-ben érettségizett, majd beiratkozott a konstancai Tanárképző Főiskolára. A főiskolát Kolozsváron fejezte be 1967-ben. 1968 és 1974 között a Babeş–Bolyai Egyetemen tanult, ahol magyar–német szakos tanári oklevelet szerzett. Közben a kolozsvári Állami Magyar Színházban is dolgozott. Verseit az Utunk, Igaz Szó, Előre, Ifjúmunkás, Bihari Napló közölte. 1990 után líceumi tanár volt Nagyváradon.
- Petri József (Hegyközcsatár, 1941–) letartóztatásakor középiskolai tanuló volt, 5 év börtönre ítélték. 1964-es szabadulása után elvégzett egy egészségügyi technikumot, és 1966-tól fogtechnikusként dolgozott Borossebesen, Élesden, majd Nagyváradon.
- Pusztai Lajos (Élesd v. Köröskisjenő, 1943–) kőműves volt. 1961-ben tartóztatták le és 3 évre ítélték rendszer elleni tevékenység vádjával. 1964 nyarán a Duna-deltából szabadult. Utána Élesden lakott.
- Rédli Józsefet (1942–) 9 évre ítélték. 1964 nyarán a Duna-deltá-ból szabadult. Az Egyesült Államokban él vállalkozóként.
- Rocska Gyula (Élesd, 1943–) középiskolás diák volt Nagyváradon amikor letartóztatták 1960. október 31-én Temesvár mellett tiltott határátlépési kísérlet miatt. A Szabadságra Vágyó Ifjak Szervezetének tagjaként 20 év börtönre ítélték, amelyet másodfokon 8 évre csökkentették. Börtönéveit Nagyváradon és Szamosújváron töltötte, 1964-ben szabadult. Balánbányán dolgozott a bányászként, kazánfűtőként, majd Élesden különböző vállalatoknál, illetve a Bukarestben. Később a nagyváradi ipari építkezési trösztnél technikus volt.
- Ruff Mihály (Tasnád, 1943–) műbútorasztalos volt. A társadalmi rend elleni izgatás vádjával 6 év börtönbüntetésre ítélték. 1963. augusztus 3-án szabadult. Hazatérése után a Tasnádon, Nagybányán, Avasfelsőfalun dolgozott, végül visszakerült Tasnádra, ahol eredeti szakmájában dolgozott.
- Sárközi Béla Élesden lakott, pincér volt, tiltott határátlépés kísérlete miatt tartóztatták le 1960. október 24-én Temesvár mellett Rocska Gyulával és Krecsmer Miklóssal együtt. Az SzVISz tagjaként hét évre ítélték. Szabadulása után Élesden lakott, villanyszerelő volt. Elhunyt.
- Sárközy Endre (Tasnádszántó, 1943–) A kolozsvári Politechnikai Intézet hallgatójaként tartóztatták le 1960. november 11-én. A fennálló társadalmi rend elleni szervezkedésben való részesség vádjával 10 év börtönre ítélték. Büntetésének letöltését Nagyváradon kezdte, onnan hat hónap után Jilaván át a Brăilai Nagyszigetre, Luciu-Giurgeni-be, majd a Duna-deltába (Periprava, Grind, Sfiştofca) került. Peripraváról szabadult 1964. augusztus 4-én. Hazatérése után 1965 őszéig a nagyszalontai húskombinátban dolgozott. 1970-ben elvégezte a Babeș–Bolyai Tudományegyetem matematika–mechanika karán a számítógép szakot. 1977-ig a temesvári Területi Számítóközpontban dolgozott, majd áttelepült Magyarországra. Az SZVISZ 2004-ben megjelentetett emlékkönyvének egyik szerkesztője.
- Sárközi Gyula (5 év)
- Sárközi Sándor (5 év)
- Schnepf Zoltánt (Nagyvárad, 1942–) évre ítélték. 1963-as szabadulása után mérnöki diplomát szerzett. Németországba költözött.
- Sótanyi József (Szalacs, 1941–) öt évet kapott. 1963. január 14-én szabadult Jilaváról. Magyarországon él.
- Sütő Sándor (1943– Nagyvárad, ?) feljelentési kötelezettségének elmulasztása vádjával 5 évet kapott. 1963-ban szabadult a Duna-deltából. Szabadulása után technikus volt.
- Szabó Imre (?–Hegyközszáldobágy, ?) gazdálkodó volt, de nem volt tagja a szervezetnek, koholt vádak alapján ítélték el hét évre.
- Szabó Jánost (Micske, 1942–) 5 évre ítélték feljelentési kötelezettségének elmulasztása vádjával.
- Szilágyi József (Tóti, 1942– ) 1960-as letartóztatásakor a nagyváradi elektrotechnikum elsőéves hallgatója volt. 15 évre ítélték. 1964-ben szabadult, eleinte Margittán volt kőműves-napszámos, majd a villamosművekhez került villanyszerelőnek. 1965 őszén sikerült felvételije a nagyváradi posztliceális iskola energetikai szakjára, ahol 1968-ban végzett, 1984-ben művezetői szakképesítést is szerzett. Ezt követően Margittán a villamosműveknél volt technikus 2002-es nyugdíjazásáig.
- Takács Ferenc László (Nagyvárad, 1941–) Bukarestben volt egyetemi hallgató, amikor letartóztatták 1960. november 7-én. 15 évre ítélték. 1964. augusztusi hazatérése után a nagyváradi cipőgyárban dolgozott, majd 1965–1970 között egyetemi hallgató a kolozsvári Babeș–Bolyai Egyetemen. 1987-ig tanár volt Érsemjénben, Hodoson, Csatáron, 1990-től köztisztviselő Budapesten. Visszaemlékezéseit Váradi Ferenc álnéven közölte (Szemüveg mögött, Hitel, 1986/5–10).
- Tassy Gyula Lajos (Budapest, 1943–) letartóztatásakor középiskolai tanuló. Rendszerellenes szervezkedés, tiltott könyvek tartása és engedély nélküli fegyvertartás vádjával 15 év kényszermunkára ítélték. Hazatérése után segédmunkás volt a bányaipari berendezés-gyártó vállalatnál, utána betanított munkás a Viitorul Műanyagipari Vállalatnál. Csak az 1966/67-es tanévben engedték leérettségizni esti líceumban. 1968-ban sikerült bejutnia a jászvásári műegyetem vegyészmérnöki karára. 1973–1976 között Brassóban vegyészmérnök volt. Később hazaköltözött Nagyváradra, egy gumiüzem mérnöke lett. 1982-ben áttelepült Magyarországra, ahol több gumiipari vállalat mérnöke volt.
- Török György (1942–) Élesden lakott, 15 évre ítélték. 1964 augusztusában szabadult, majd technikus volt Nagyváradon.
- Török Gyulát 15 évre ítélték. Szabadulását követően Nagyváradon élt.
- Török László (Máramarossziget, 1944–) letartóztatásakor középiskolás volt Nagyváradon. 15 évre ítélték. 1964-ben szabadult. Hazatérése után segédmunkás volt, majd magánúton érettségizett. 1967–1971 között a Babeș–Bolyai Tudományegyetem közgazdasági karán szerzett diplomát, utána 1983-ig az élesdi cementgyárban a könyvelőségen dolgozott, majd 1983–1991 között az Érmihályfalván volt könyvelője. Utána adóhivatali, majd polgármesteri hivatali alkalmazott volt.
- Török László (Élesd) (15 év)
- Udvari Andrást (Nagyvárad, 1942 – Nagyvárad, 2003) 15 évre ítélték. 1964-es szabadulása után előbb Élesden, később a Nagyváradon dolgozott. 1989 után magáncéget alapított Nagyváradon.
- Újlaki István Csabát (Nagyvárad, 1941–) a nagyváradi egészségügyi technikum hallgatójaként tartóztatták le 1961-ben, 9 évi börtönre ítélték. 1964. július végén kegyelmi rendelettel szabadult. Elvégezte az egészségügyi technikumot, és fogtechnikusként dolgozott Nagyváradon. Közben, 1968–70-ben munkaszolgálatos katona volt a Vaskapunál, Vârciorován. 1971-től a tasnádi kórházban, majd 1988-ig a szatmárnémeti poliklinikán, illetve a megyei kórházban dolgozott. 1988 áprilisában Magyarországra menekült. 1990-től Sárospatakon fogtechnikusként dolgozott.
- Váncsa Árpád (Sepsiszentgyörgy, 1942–) letartóztatásakor Sepsiszentgyörgyön fémipari szakmunkás volt 6 év börtönre ítélték. 1963-ban szabadult. Hazatérése után Sepsiszentgyörgyön dolgozott.
- Zemlényi Csaba (1940–) feljelentési kötelezettségének elmulasztása miatt öt évet kapott. Az Egyesült Államokba költözött.

## Vizsgálati fogságban voltak
- Árkosi József magyar szakos tanár volt Nagyváradon. A SZVISZ-perben tartóztatták le, de végül nem ítélték el, mert nem volt kapcsolata a szervezettel. Meghalt.
- Diósszilágyi Ibolya (1918–2006) magyar szakos tanárnő volt Nagyváradon. A „diákjait nacionalista szellemben nevelő tanárként” tartóztatták le, de nem állították bíróság elé. 1961. szeptember 1-jétől elbocsátották tanári állásából, és öt évig állás nélkül volt. Az 1960-as évek végén sikerült visszakerülnie a tanügybe, de csak vidéki iskolákban taníthatott. Juhász Gyula nagyváradi éveivel kapcsolatos kutatásait csak az 1990-es években közölhette.
- Filip (Filep) József (Nagyvárad, 1943–) letartóztatásakor középiskolás diák volt Nagyváradon. Nyolchónapi vizsgálati fogság után szabadlábra helyezték. Az érettségit magánúton tette le, majd a Tanárképző Főiskolán matematikatanári diplomát szerzett 1967-ben. Utána Mezőtelegden tanított. 1994-ben megkapta „A Hazáért és a Szabadságért” 1956-os emlékérmet.
- Komáromi Gyula (1944– ) letartóztatásakor a székelyudvarhelyi tanítóképző diákja volt, az SZVISZ-szel való kapcsolattal gyanúsították, de 1961 szeptemberében szabadlábra helyezték. Tanulmányait nem folytathatta, munkás lett Nagyváradon. Később aktív szerepet vállalt a nagyváradi műkedvelő színjátszó mozgalomban.
- Nagy Csaba (Nagybacon, 1942–) letartóztatásakor a marosvásárhelyi egészségügyi technikum tanulója volt. Az SZVISZ-szel kapcsolatban Nagyváradon volt vizsgálati fogságban, de a tárgyalás előtt, 1961. szeptember 13-án szabadlábra helyezték. Szabadulása után a belényesi Erdészeti Fakitermelő vállalatnál dolgozott 1992-ig.
- Sótanyi Erzsébetet (Szalacs, 1942 – Nagyvárad, 1995) bátyjával, Sótanyi Józseffel együtt tartóztatták le. Több mint 10 hónapot töltött vizsgálati fogságban, ez idő alatt testileg-lelkileg összetört, közben kényszer-gyógykezelésre is elvitték a nagyváradi elmegyógyintézetbe.

## Émlékezetük
2015-ben Nagyváradon emlékművet állítottak az SZVISZ tagjainak.